# Killing the Chickens to Scare the Monkeys
Killing the Chickens, to Scare the Monkeys är en prisbelönt kortfilm från 2011, skriven och regisserad av Jens Assur. Filmen utspelar sig i Kina och består av nio scener där nationalpolitik och strategi får oväntade konsekvenser i en ung lärarinnas liv.

Det första 15 minuterna av filmen består av en enda tagning, helt utan klipp. Under scenen får vi se en offentlig avrättning av en grupp människor.

## Bakgrund
Idén till filmen kom till Assur efter att han sett ett tidningsfoto av en grupp dödsdömda fångar på knä framför en arkebuseringspatrull. Bilden var utsmugglad från Kina och det som var grunden till idén var att i bilden kunde man även se en massa människor runt omkring som såg på och till och med skrattade. Filmen är en rekonstruktion av bilden.

## Titeln
Titeln är ett kinesiskt ordspråk och refererar till den kinesiska statens strategi att avrätta dissidenter som en varning till andra.

## Festivaler och priser
Directors' Fortnight
Cannes, Frankrike Maj 2011
Nordisk Panorama
Århus, Danmark

Vinnare Bästa Kortfilm

September 2011
Festival de Cine de Alcalá de Henares
Madrid, Spanien

Special Jury Mention: Alcine

November 2011
Vendôme Film Festival
Vendome, Frankrike

Vinnare

December 2011
Prague Short Film Festival 2012
Prague, Polen

Special Jury Mention
Clermont-Ferrand 2012
Clermont-Ferrand, Frankrike

Special Jury Mention
Minimalen Kortfilmfestival 2012
Trondheim i Norge

Bästa Film - Nordic Competition

Bästa Fiktion - Nordic Competition